# Emiliano Viviano
Emiliano Viviano (Florença, 1 de dezembro de 1985) é um futebolista italiano que atua como guarda-redes. Atualmente aposentado.

## Carreira
Ao longo da sua carreira, já jogou por vários clubes italianos, Brescia, Cesena, Bologna, Internazionale, Fiorentina, Palermo e Sampdoria. 
Entre 2013 e 2014 esteve emprestado ao Arsenal.
A 22 de junho de 2018, o Sporting oficializou a sua contratação, por duas temporadas, mais uma de opção, tendo custado 1,9 milhões de euros. 
Viviano ficou com uma cláusula de rescisão de 45 milhões de euros.
No dia 7 de janeiro de 2019, é anunciado o acordo entre o Sporting e a SPAL  para o seu empréstimo, com a duração de 1 época. 
A 25 de agosto de 2019, foi assinada a sua rescisão, por mútuo acordo, com o Sporting, não tendo disputado qualquer jogo oficial pelos leões.
Chegou em 2020 ao Fatih Karagümrük, onde atuou por 87 partidas até 2023. Em 2023 se transferiu para o Ascoli, atuando por 27 jogos e onde encerrou a carreira.

### Seleção Italiana
Defendeu também a Seleção Italiana nos Jogos Olímpicos de 2008.